# Pieter Verhage
Pieter Verhage (Vrouwenpolder, 17 november 1921 – 's-Gravenhage, Waalsdorpervlakte, 29 februari 1944) was een Nederlandse student en verzetsstrijder tijdens de Tweede Wereldoorlog.

## Biografie
Pieter Verhage werd geboren in de gemeente Vrouwenpolder als zoon van Jakob Verhage en Hendrika Maria van Doornik. Zijn vader was hoofdonderwijzer van beroep. In 1929 verhuisde het gezin naar Rotterdam. 

### Tweede Wereldoorlog
Tijdens de oorlog studeerde hij economie aan de Nederlandsche Economische Hoogeschool in Rotterdam, waar hij op kamers woonde bij een hospes en hospita. Hij maakte in Rotterdam het bombardement van 28 januari 1942 mee. Vijf maanden later werd hij ingeschreven in de gemeente Lange Ruige Weide. In 1943 kreeg hij een adres in Bodegraven.
Verhage sloot zich aan bij de verzetsgroep Oranje Vrijbuiters, onder leiding van Klaas Postma. Hij was lid van de knokploeg. 
In augustus 1943 werd de verzetsgroep opgerold. Verhage werd samen met Leo, Bertus en Kees Heij op 17 december 1943 in Arnhem gearresteerd. Ze waren in de val gelokt door medelid Joop de Heus, die had voorgesteld om een overval te plegen op het distributiekantoor in Elst. Diens contactpersoon die hen van wapens zou voorzien werkte echter voor de Sicherheitsdienst. De gearresteerden werden overgebracht naar het Oranjehotel in Scheveningen, waar al meer Oranje Vrijbuiters werden gevangengehouden. Verhage werd vastgezet in cel 375. 
Op 28 februari 1944 volgde een proces voor het Polizeistandgericht, waarbij twintig Oranje Vrijbuiters, onder wie Verhage, ter dood werden veroordeeld. Het vonnis werd op 29 februari op de Waalsdorpervlakte voltrokken. Achttien Oranje Vrijbuiters werden gefusilleerd; Bertus Heij en Jan van der Voort hadden gratie gekregen.

### Na de oorlog
Na de oorlog werden de lichamen van de gefusilleerde verzetsstrijders op de Waalsdorpervlakte teruggevonden. De lichamen werden na identificatie tijdelijk begraven in een massagraf op de Algemene Begraafplaats in Den Haag. In 1946 werden de gefusilleerde Oranje Vrijbuiters herbegraven op begraafplaats Tolsteeg in Utrecht. De plechtigheid was georganiseerd door Frits Meulenkamp en Bertus Heij. De achttien verzetsstrijders werden begraven in negen graven. Pieter Verhage deelt een graf met Johannes Holswilder.
Op 10 mei 1947 werd op de begraafplaats een monument onthuld. Tijdens de onthullingsplechtigheid droeg zijn vader, die lid was van het comité dat het monument had geregeld, het gedicht “De Ploeger” van Adriaan Roland Holst voor. Jakob Verhage had van Roland Holst toestemming gekregen om een strofe uit het gedicht op het gedenkteken aan te brengen. Op de grafzerk van Pieter Verhage staat als geboorteplaats Gapinge vermeld.

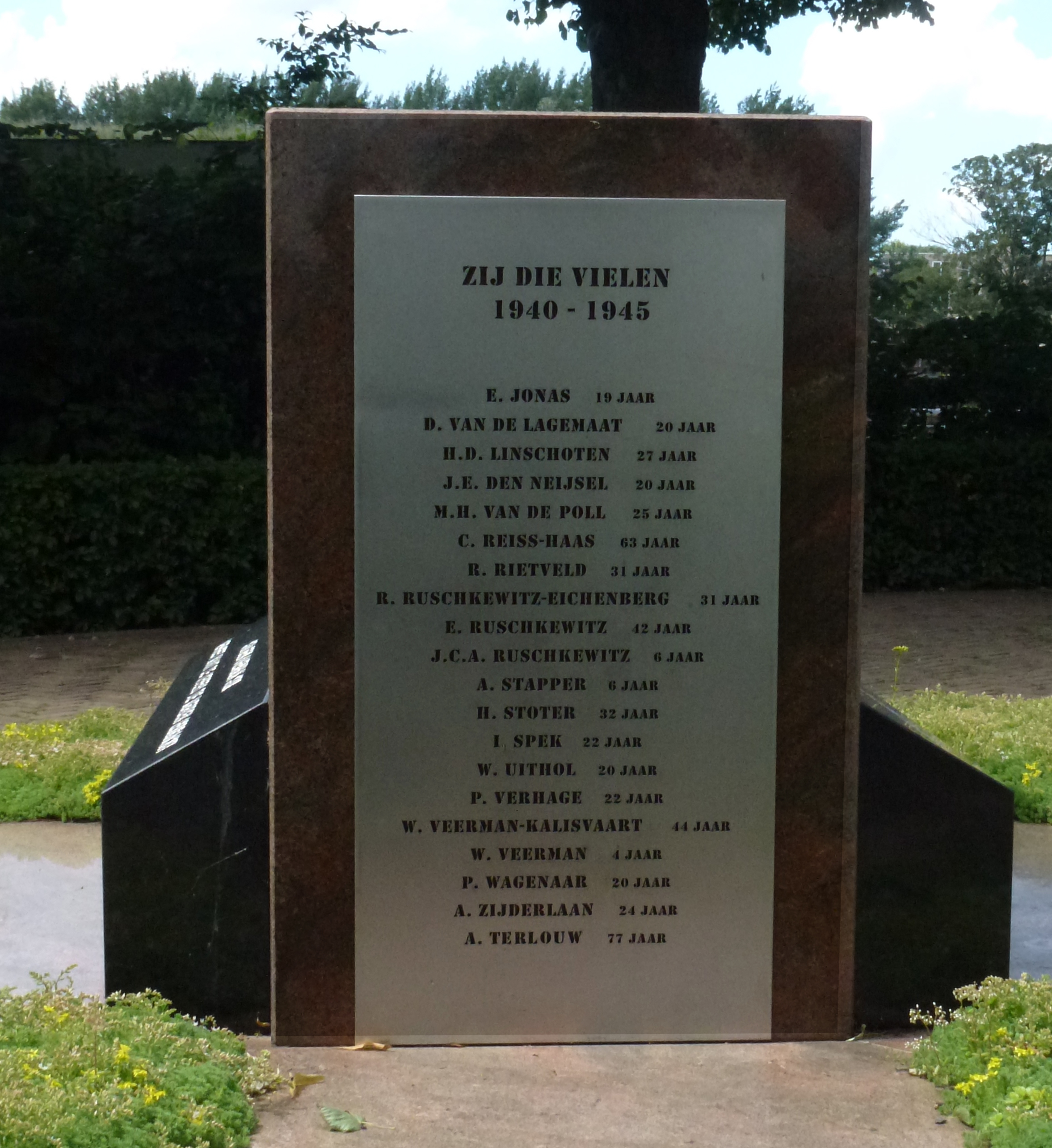
Oorlogsmonument in Bodegraven met de naam van Pieter Verhage

## Eerbetoon
- Zijn naam staat vermeld op de Erelijst van Gevallenen 1940-1945.[7]
- Zijn naam staat vermeld op het digitaal Monument Oranjehotel.[8]
- Zijn naam staat vermeld op het Monument voor Bodegraafse oorlogsslachtoffers in Bodegraven.[9]